# Heers (Nederland)
Heers is een in het zuiden van de Nederlandse gemeente Veldhoven gelegen gehucht  .
De meeste bebouwing is geconcentreerd rondom een met bomen beplant plein. Bij dit plein bevindt zich een devotiekapel uit 1990 en een gedenkzuil uit 1966 ter herinnering aan de vrijwillige ruilverkaveling.
Heers kent een lange geschiedenis. Het gehucht werd al in middeleeuwse geschriften genoemd. Ook zijn er in de nabije omgeving archeologische vondsten uit de Bronstijd en Romeinse Tijd gedaan.

## Etymologie
In 1297 heette het gehucht Herle, wat etymologisch de betekenis van 'hoger gelegen bos' heeft.
In de veertiende eeuw komen ook de benamingen Heerze of Heerle voor, die kunnen verwijzen naar een 'zanderige heuvelrug'. Bij het gehucht Heers gaat het dan om de heuvelrug tussen de beekjes de Run en de Gender.

## Geschiedenis

### Prehistorie
De omgeving van Heers werd in de prehistorie bewoond. In de bossen aan de Locht, richting Steensel, ligt een grafheuvelreservaat.
De schoolmeester en amateurarcheoloog Petrus Norbertus Panken meldde het bestaan hiervan als eerste, in 1845.
Hij doorgroef dertien heuvels en vond urnen met houtskool en crematieresten.
Het Veldhovense schoolhoofd Cornelis Rijken bracht hier omstreeks 1910 ook een groot aantal urnen aan het licht.
Pas in 1948 voerde de archeoloog Albert van Giffen een systematisch onderzoek uit.
Het door hem onderzochte grafheuvelreservaat bestaat uit tien gerestaureerde grafheuvels en wordt aangeduid als Groep De Heibloem.
De grafheuvels hebben een lange ontstaansperiode, lopende van de midden Bronstijd tot in de IJzertijd (1500 - 50 v.Chr.).

### Romeinse Tijd
Archeologische vondsten rondom Heers benadrukken een Romeinse aanwezigheid.
Op 15 mei 1871 vond amateurarcheoloog Petrus Panken hier enkele fragmenten van Romeinse terracotta beeldjes, waaronder een vrijwel ongeschonden exemplaar van een beeldje van Diana, de godin van de jacht.
Dit beeldje, gedateerd op 175 n. Chr., is 21,6 centimeter hoog en toont Diana met een pijlkoker op haar rug en een hondje aan haar zijde. In 1872 werd het beeldje geschonken aan het Noordbrabants Museum in 's-Hertogenbosch, waar het zich nu nog steeds bevindt.
In 1909 volgde op aanwijzingen van het schoolhoofd Cornelis Rijken een officieel archeologisch onderzoek naar Romeinse oudheden rond Heers.
Het onderzoek werd geleid door de aan het Rijksmuseum van Oudheden te Leiden verbonden archeoloog Jan Hendrik Holwerda.
Bij het onderzoek werden sporen van een gracht blootgelegd, wat wijst op de aanwezigheid van een Romeinse wachttoren.
Deze militaire post is vermoedelijk rond het jaar 100 gebouwd en rond het jaar 200 versterkt.

### Middeleeuwen
Ter hoogte van de Oeienbosdijk, ten noordwesten van Heers, bevond zich in de Frankische tijd, een rijengrafveld.
Dit grafveld werd vermoedelijk in gebruik genomen in de 6de eeuw en tot het einde van de 7de eeuw gebruikt.
Het werd in 1970 bij de aanleg van de A67 aangetroffen.
Vijfentwintig teraardebestellingen en drie bijzettingen van crematieresten werden onderzocht.
Vanaf de Middeleeuwen tot aan het begin van de 20ste eeuw bestond Heers uit enkele aan het beekje de Run gelegen boerderijen.
Daar omheen bevonden zich uitgestrekte heidegebieden, zoals de Steenselse Heide en de Broekhovense Heide.
Een van de boerderijen bij Heers was de boerderij Oyvaersnest, waarvan de bijbehorende grond in 1465 werd ontgonnen.
Deze boerderij lag tussen Heers en het toenmalige gehucht Heiberg. Tot in de achttiende eeuw wordt de boerderij Ooievaarsnest genoemd in archieven.

### Nieuwe Tijd
Op 31 maart 1761 werden in Heers acht huizen door brand verwoest. Slechts één huis werd niet herbouwd.
In 1829 kocht de toenmalige dominee van Veldhoven een boerderij in Heers, met als doel deze voor een gering bedrag te verhuren aan een protestants gezin. Hij hoopte dat hiermee het ledental van de Hervormde Gemeente Veldhoven op peil zou blijven.
Deze boerderij kwam in 1836 in eigendom van de Maatschappij van Welstand, een maatschappij die eveneens de doelstelling heeft om protestante gemeenschappen te ondersteunen. De boerderij kreeg ondersteuningsnummer 24.
Tegen het einde van de negentiende eeuw telde Heers negentien huizen.
In het begin van de twintigste eeuw kon dankzij de uitvinding van het kunstmest alle omliggende heidegebieden volledig worden ontgonnen.

## Geografie

### Topografie
Heers ligt één kilometer ten zuiden van de woonwijk Veldhoven Dorp en drie kilometer ten westen van het dorp Waalre.
Heers is het enige gehucht binnen de gemeente Veldhoven dat ten zuiden van de rijksweg A67 ligt.
Het gehucht bevindt zich aan de Heerseweg, een doorgaande weg die vanuit Veldhoven Dorp naar de watermolen de Volmolen bij Waalre leidt.

### Natuur en landschap
Direct ten westen van Heers ligt het terrein van hotel en congrescentrum Koningshof.
Hier ligt ook het bosgebied de Sprankelse Bossen, dat zich uitstrekt tot het dorp Steensel.
In deze bossen zijn tien gerestaureerde grafheuvels te vinden.
Een deel van het bos staat bekend onder het toponiem Heersche Heide, wat verwijst naar het heidegebied dat zich hier voor de ontginningen bevond.
Oostelijk van Heers ligt strandbad en camping  't Witven.
Ten zuiden van Heers liggen enkele agrarische gronden langs het beekje de Run. Verder naar het zuiden, nabij de Volmolenweg, ligt het natuurgebied de Vlasroot. Dit gebied bestaat uit twee vennen en een visvijver.

## Monumenten
De devotiekapel aan de Westerveldseweg, toegewijd aan de Heilige Maria, werd in september 1990 gebouwd door het gilde St. Caecilia uit Veldhoven Dorp. Op deze plek stond van 1935 tot omstreeks 1960 een Mariagrot.
De Verkavelingszuil is een gedenkzuil op het plein van Heers. De zuil werd in 1966 geplaatst ter afsluiting van de vrijwillige ruilverkaveling die tussen 1960 en 1965 plaatsvond.
Aanleiding voor de ruilverkaveling was de aanleg van de A67, die ten noorden van Heers veel percelen doorsneed.
Ten zuiden van Heers werd het beekje de Run gekanaliseerd en werden de aan de beek gelegen percelen ook herverkaveld.
Hoofdplaats: Veldhoven

Buurtschappen: Berkt · Halfmijl · Heers · Hoogeind · Scherpenering · Schoot · Toterfout · Vliet · Zandoerle · Zittard

Voormalige gemeenten: Oerle · Veldhoven en Meerveldhoven · Zeelst

Noord-Brabant: Steden en dorpen      Nederland: Provincies · Gemeenten